# Kemija okoliša
Kemija okoliša je područje kemije koje se bavi kemijskim sastavom tla, vode i zraka te utjecajem raznih kemijskih tvari na ekološku ravnotežu i načinima da se ta ekološka ravnoteža vrati u normalno – prvobitno stanje, odnosno sačuva. Načinima i oblicima zaštite okoliša i očuvanja prirodnog kemijskog sastava, a i fizikalnog i biološkog sastava bavi se zaštita okoliša.

## Kemija atmosfere
Kemija atmosfere se bavi promjenama u atmosferi koje utječu na kemiju tla i kemiju vode i općenito na klimatske promjene. 
Kemija atmosfere polazi od osnovnog sastava čistog zraka, koji je bitan za ekološku stabilnost.

### Zrak
Zrak je specifičan za atmosferu Zemlje. Njegov sastav je takav da omogućava život na zemlji.
| Plin              | Udio%       |
| helij             | 0,000524    |
| argon             | 0,934       |
| neon              | 0,0018      |
| kripton           | 0,000114    |
| ksenon            | 0,0000087   |
| dušik             | 78,1        |
| kisik             | 20,9        |
| ugljik (IV) oksid | 0,035       |
| metan             | 0,00015     |
| vodik             | 0,000053    |
| dušik (I) oksid   | 0,000027    |
| ugljik (I) oksid  | 0,000013    |
| voda              | promjenljiv |
| ozon              | promjenljiv |

Onečišćenje zraka prouzrokuju: 
- Točkasti nepokretni izvori onečišćenja zraka u koje spadaju razni dimnjaci, tvornička postrojenja s nekontroliranim ispuštanjem kemijskih tvari u zrak, vulkani, eksplozije. Mogu biti kontinuiranog načina ispuštanja i povremenog naprasnog izbacivanja kemijskih tvari u zrak.
- Točkasti pokretni izvori su općenito sva prijevozna sredstva koja koriste naftu i naftne derivate.

Tvari koje onečišćuju atmosferu su:
| Tvar koja onečišćuje  | Izvor onečišćenje                                                             | Zadržavanje u zraku          | Uklanjanje                                                                  |
| ugljični monoksid, CO | nepotpuno izgaranje                                                           | 0,1...3 godine               | vezanje na tlo, mikrobiološka oksidacija u CO2                              |
| ugljični dioksid, CO2 | izgaranje, fermentacija, desorpcija iz tla i vode                             | 2...10 godina                | otapanje u vodi, fotosinteza u biljkama                                     |
| sumporni dioksid, SO2 | izgaranje, geotermički izvori                                                 | 0...7 dana                   | vezanje na oborine, oksidacija u sulfatne čestice                           |
| sumporovodik, H2S     | geotermički izvori, raspad organskih tvari                                    | 01...2 dana                  | oksidacija u SO2                                                            |
| dušični monoksid, NO  | izgaranje                                                                     | 4...5 dana                   | oksidacija u NO2                                                            |
| dušični dioksid, NO2  | izgaranje                                                                     | 3...5 dana                   | vezanje na oborine, oksidacija u nitrate                                    |
| amonij, NH3           | biološki                                                                      | 0...2 dana                   | vezanje na oborine, oksidacija                                              |
| ozon, O3              | sekundarni fotokemijski procesi, električno izbijanje                         | 0...3 dana                   | fotokemijski i katalizirani raspad u O2                                     |
| halogeni spojevi      | geotermijski izvori, industrija, rashladni uređaji                            | do stotinjak godina (freoni) | redukcija u anorganske halogenide                                           |
| ugljikovodici         | naftna industrija, proizvodnja energije i transport, mikrobiološka razfradnja | <2 godine                    | oksidacija u CO2, vezanje na tlo, mikrobiološka ili fotokemijska razgradnja |
| lebdeće čestice       | električno izbijanje, industrija, izgaranje                                   | nekoliko dana                | sedimentacija, otapanje                                                     |
| radioaktivne tvari    | akcidenti, nuklearni pokusi, nuklearna postrojenja                            | nekoliko dana                | sedimentacija, raspad                                                       |

Razne vrste onečišćenja dovode do prikupljanja vodene pare koja povlači sa sobom onečišćenja i u vidu atmosferskog taloga, oborina, pada na zemlju te dovodi do onečišćenja tla i voda.
Još jedno značajno onečišćenje koje značajno doprinosi i kemijskoj aktivnosti kemijskih tvari koje su već u zraku je elektromagnetsko zračenje. 
Elektromagnetsko zračenje je postiglo značajno pojačanje u zadnjih četrdeset godina, a nagli uspon postiže masovnom uporabom mobilnih telefona. Kod mobilnih telefona odašilje se energija čiji se samo mali dio koristi za komunikaciju. Veliki dio odaslane energije putem elektromagnetskih valova ostane zarobljen u atomima i molekulama sastavnih zraka i molekulama kemijskih tvari koje onečišćuju atmosferu. Ta energija doprinosi povećanju temperature zraka i samim tim dovodi do toga da kemijske tvari trebaju manju energiju za aktivaciju i početak kemijske reakcije. Značajnu količinu elektromagnetskog zračenja odašilje i Sunce.

## Kemija voda i vodnih sustava
Oko 3/4 zemljine površine zauzima voda. Voda je sastojak svih živih organizama. 
Otkako je stvorena atmosfera današnjeg sastava, na Zemlji postoji vječito kruženje vode.
- Padanje oborina
- Prodiranje oborinske vode kroz tlo i stijenje
- skupljanje u prirodne vodene rezervoare i formiranje prirodnih vodenih tokova (podzemnih i nadzemnih)
- Isparavanje s površine zemlje, vodenih površina i iz živih bića (evaporacija, transpiracija)

Podjela prirodnih voda:
- atmosferske vode
- podzemne vode
- površinske vode (riječne, jezerske, morske, močvarne)

Po količini i vrsti primjesa razlikujemo slatke, slane, tvrde, meke, bezbojne, obojene, bistre i mutne vode, te vode sa stranim primjesama.
Primjese u vodi mogu biti anorganske (mineralne) i organske tvari.
U anorganske primjese spadaju sve tvari koje su u vodi topljive. Vanjskim se izgledom vode s otopljenim primjesama teško razlikuju od čiste vode.
Prisutnost otopljenih tvari se može utvrditi jedino kemijskom analizom. Otopljene tvari se ne mogu ukloniti papirnim, pješčanim ili drugim filtrima.
U prirodnim vodama mogu biti otopljeni mnogi plinovi:
- kisik
- dušik
- ugljik (IV) oksid
- sumporovodik

topljive soli mnogih metala
- natrij
- kalij
- kalcij
- magnezij
- aluminij
- željezo
- mangan
- olovo
- bakar
- živa
- te amonijeve soli

i organske tvari
- fenoli
- formaldehidi
- karbonske kiseline i druge organske tvari

Osim otopljenih tvari u vodi se nalaze i tvari koje s vodom tvore koloidne sustave, kao što su hidroksidi željeza i aluminija te organske tvari poput huminskih kiselina.
Koloidne tvari se ne mogu ukloniti papirnim ni pješčanim filterima, ali se mogu zadržati polupropusnim membranama ili ultrafiltrima.
U vodi nalazimo i čestice pjeska, gline, humusnih tvari koje s oborinama dospjevaju u vodene tokove.
Pored svih nabrojanih tvari u vodi žive razne vrste organizama. Možemo naći razne vrste bakterija koje razlažu organske tvari, gljivice, alge, infuzorije... Mogu se naći i patogene bakterije koje uzrokuju razne bolesti (tifus, kuga, žutica...).

## Kemija tla
Tlo je specifična tvorevina na površini zemljine kore. 
To je samostalnna prirodno-povijesna tvorevina. 
Služi za proizvodnju hrane i sirovina putem poljodjelstva i šumarstva.
O kemijskom sastavu i osnovnim pokazateljima ovisi mogućnost uspjevanja pojedinih biljnih vrsta.
Razlikuju se mnoge vrste tala ovisno o građi i kemijskom sastavu.
Najvažnija su obradiva tla, iako se ne mogu zaobići, a zbog uzajamnih utjecaja vode i atmosfere na tlo,  
i druga tla koja svojim sastavom mogu utjecati posredno ili neposredno na obradiva tla.
Onečišćenja tla su razne prirode i potječu od atmosferskih taloga, te voda koje 
plave ili podzemnih voda koja sadrže kemijske tvari koje onečišćuju, zatim od primjene kemijskih tvari pri obradi zemlje, (insekticidi, herbicidi, fungicidi…), te od stalnih, divljih i privremenih odlagališta otpada, ekoloških nesreća.
Glavni kemijski pokazatelji i ujedno pokazatelji koji utječu na biljni – time i na životinjski svijet su:
- pH
- Sadržaj dušika, N
- ukupni ugljik
- Odnos ugljika i dušika C/N
- količina kalcija, Ca
- količina magnezija, Mg
- količina kalija, K
- količina natrija, Na
- količina vodikovih iona
- sadržaj čestica pijeska, gline i praha
- sadržaj kalcij-karbonata, CaCO3

Svaki poremećaj količine određenih kemijskih tvari od prirodnih vrijednosti, 
a koja se može određenim kemijskim, fizikalnim ili biološkim putem vratiti 
u prvobitno stanje naziva se onečišćenje, 
dok zagađenje predstavlja trajan oblik promjene kemijskog sastava okoliša.